# Veelkleurige boomspin
De veelkleurige boomspin (Caribena versicolor) is een spin uit de familie vogelspinnen (Theraphosidae). Het is de bekendste soort uit het geslacht Caribena. De soort staat ook wel bekend onder andere namen zoals (Antilliaanse) rozeteen, boomvogelspin of (Antilliaanse) rozepoot (boom)vogelspin.
De veelkleurige boomspin is een middelgrote spin en bereikt een lengte van 11 tot 15 centimeter. De spiderlings zijn helderblauw van kleur, ze krijgen later de bonte kleuren van de volwassen exemplaren. De volwassenen hebben een groen schild, een rood abdomen en zwarte poten, met rode, roze en bruine banden. Het mannetje is wat dunner dan het vrouwtje.
Deze spin komt voornamelijk voor in Zuid-Amerika en het Caribisch Gebied. De veelkleurige boomspin is inheems op de twee Caribische eilanden Guadeloupe en Martinique. Het is een boombewoner die ook steeds vaker in steden wordt aangetroffen. Het voedsel bestaat voornamelijk uit veenmollen, sprinkhanen, motten, andere vliegende insecten en anolissen (kleine hagedissen). De jongen eten kleinere prooien als fruitvliegen en veenmollen.

## Afbeeldingen

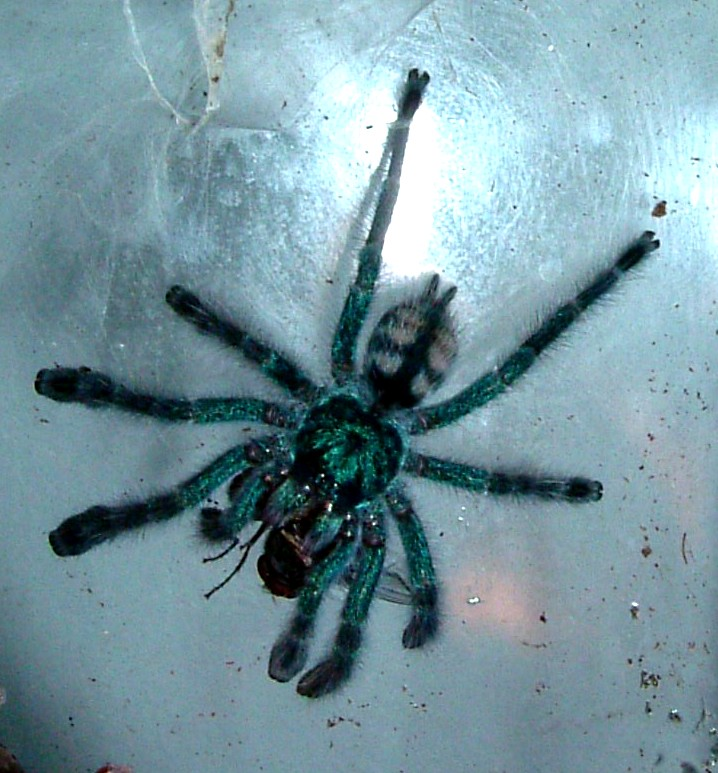
Video van een jagend exemplaar.
- Een etend exemplaar van 8 maanden.